# Oxford (Míchigan)
Oxford es una villa ubicada en el condado de Oakland en el estado estadounidense de Míchigan. En el Censo de 2010 tenía una población de 3436 habitantes y una densidad poblacional de 903,1 personas por km².

## Geografía
Oxford se encuentra ubicada en las coordenadas 42°49′24″N 83°15′15″O / 42.82333, -83.25417. Según la Oficina del Censo de los Estados Unidos, Oxford tiene una superficie total de 3,8 km², de la cual 3,24 km² corresponden a tierra firme y (14,77%) 0,56 km² es agua.

## Demografía
Según el censo de 2010, había 3436 personas residiendo en Oxford. La densidad de población era de 903,1 hab./km². De los 3436 habitantes, Oxford estaba compuesto por el 95,08% blancos, el 1,89% eran afroamericanos, el 0,2% eran amerindios, el 0,73% eran asiáticos, el 0,03% eran isleños del Pacífico, el 0,73% eran de otras razas y el 1,34% pertenecían a dos o más razas. Del total de la población el 4,37% eran hispanos o latinos de cualquier raza.